# Damien Duff
Damien Anthony Duff (Dublin, Ballyboden, 1979. március 2. –) ír labdarúgó.

## Pályafutása

### Blackburn Rovers
A Blackburn Rovers csapatához 1996-ban csatlakozott, mint ifi játékos. Ezelőtt Dublinban, mint iskolás a Leicester Celtic, St. Kevin's Boys és Lourdes Celtic nevű csapatokban játszott. A profik között 18 évesen debütált az 1996-97-es szezon utolsó mérkőzésén a Leicester City FC ellen. A következő szezont végig játszotta és négy gólt lőtt valamint felkeltette sok nagy klub érdeklődését de nem adták el. Duff döntő szerepet vállalt a csapat feljutásában az elit osztályba miután 1999-ben a csapat kiesett az első osztályból. 2002-ben megnyerték az Angol Liga Kupát. A 2002-es labdarúgó-világbajnokságon mutatott teljesítménye alapján már világ klasszisnak számított és sokan szerették volna egy nagyobb csapatban látni, de 2002 nyarán  négyéves kontraktus írt alá a Roversszel. A 2002-03-as szezonban sérüléssel küszködött, de így is 11 góllal házi gólkirály lett. A 2003-04-es szezon előtt a Chelsea 17 millió £-ért megvette, köszönhetően az új tulajdonos Roman Abramovics vagyonának.

### Chelsea
A Chelsea-ban összesen 125 meccset játszott és 19 gólt rúgott.

### Newcastle United
2006. július 23-án Duffot megvette a Newcastle 5 millió fontért. Ötéves szerződést írt alá. Augusztus 10-én debütált a csapatban, amikor a lett FK Ventspils ellen játszottak az UEFA-kupában.

### Válogatott
Duff 1998-ban mutatkozott be az ír felnőtt válogatottban Csehország ellen.

## Sikerei, díjai
Blackburn
- Angol Ligakupa-győztes: 2002

Chelsea
- Angol bajnok: 2005, 2006
- Angol Ligakupa-győztes: 2005
- Angol labdarúgó-szuperkupa: 2005

Fulham
- Európa-liga ezüstérmes: 2010